# Hohnstorf (Bienenbüttel)
Hohnstorf ist ein Ortsteil der Einheitsgemeinde Bienenbüttel im niedersächsischen Landkreis Uelzen.

## Geografie und Verkehrsanbindung
Hohnstorf liegt östlich des Kernortes Bienenbüttel. Westlich fließt die Ilmenau und verläuft die B 4, östlich verläuft der Elbe-Seitenkanal. Nordwestlich erstreckt sich das 230 ha große Naturschutzgebiet Vierenbach.

## Sehenswürdigkeiten

### Baudenkmale
In der Liste der Baudenkmale in Bienenbüttel sind für Hohnstorf drei Baudenkmale aufgeführt:
- zwei Wohnwirtschaftsgebäude (Ringstraße 13; Zum Lietzberg 13)
- Wohnteil (Zum Lietzberg 1)

## Persönlichkeiten
- Johanne Marie Hermine Ritz (geb. Schlie; * 20. Oktober 1859; † 1939), Lyrikerin, lebte ab 1886 in Hohnstorf.[2][3]